# Ecofemminismo

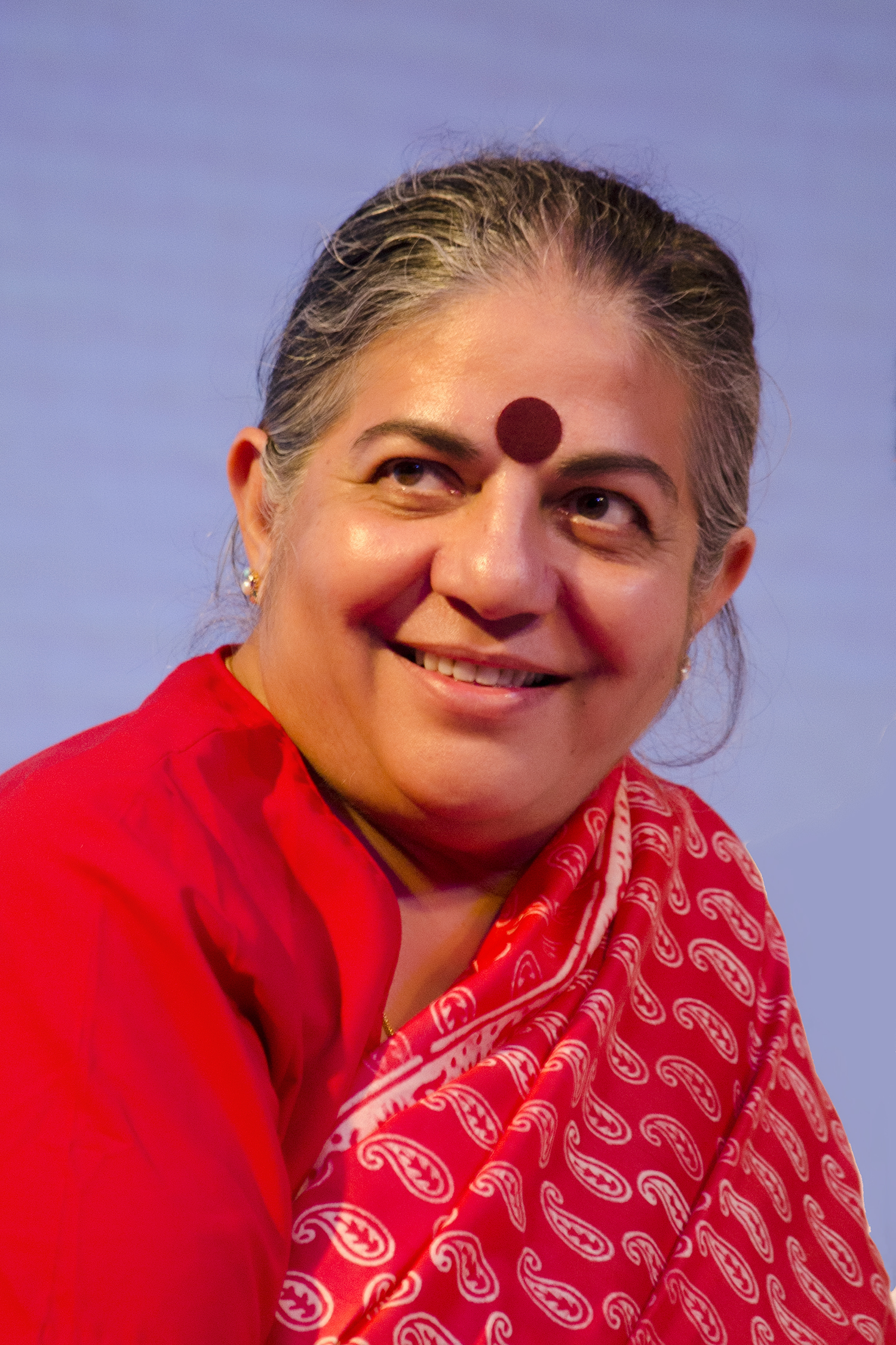
La scrittrice femminista indiana Vandana Shiva, figura internazionale dell'ecofemminismo.

L'ecofemminismo è un movimento che si prefigge d'evidenziare l'esistenza di un terreno comune tra ambientalismo, animalismo e femminismo.
L'ecofemminismo sostiene l'esistenza di un parallelo tra la subordinazione delle donne e il degrado della natura, sulla base della teoria che esistano gerarchie ideologiche che permettono una giustificazione sistematica da parte della società, del dominio ("power-over power") perpetrato da soggetti classificati in categorie di rango superiore, sui soggetti classificati in categorie di rango inferiore (per esempio: dell'uomo sulla donna, della cultura sulla natura, del bianco sul nero).
L'ecofemminismo si propone di indagare le intersezioni tra sessismo, il dominio sulla natura, il razzismo, lo specismo, come le altre caratteristiche di disuguaglianza sociale. Alcune ecofemministe hanno sostenuto che il sistema capitalista e patriarcale esprima una dominazione tripla del cosiddetto terzo mondo, delle donne, e della natura: proprio questo dominio, unito allo sfruttamento delle donne, dei popoli con scarse risorse e della natura, si trova al centro delle analisi dell'ecofemminismo.

## Analisi ecofemminista
Nonostante il termine ecofemminismo (dal francese écoféminisme) sia stato coniato solo nel 1974 da Françoise d'Eaubonne, il movimento si propone sin dagli anni ‘60 di indagare le connessioni esistenti tra il sessismo e altre due forti espressioni del dominio umano: la discriminazione degli animali non umani e l'abuso delle risorse naturali. I tre fenomeni sono per certi versi visti come così interconnessi, sia concettualmente sia storicamente, da non potere essere né adeguatamente compresi se non congiuntamente né affrontati se non in un unico blocco. Come fa notare Luisella Battaglia, ciò che viene sottolineato, dunque, è che, in un mondo caratterizzato dalla supremazia maschile, donne, animali non umani e ambiente appartengono a categorie profondamente affini, considerate infatti per secoli come «proprietà animate» o «beni mobili» del tutto analoghi.
I principali obiettivi polemici della maggior parte delle esponenti della corrente sono caratteristiche della cultura antropocentrica quali l'androcentrismo, la gerarchia, i dualismi, l'atomismo e l'astrazione. Fondandosi su esperienze e metafore di impronta maschilista; su una struttura sociale patriarcale; su un'interpretazione dicotomica del reale (che scinde Dio dal mondo, il soggetto dall'oggetto, lo spirito dalla materia, la cultura dalla natura, ecc.) in grado di definire un concetto X solo in opposizione a Y o alla negazione-assenza non-X del concetto stesso; su una preferenza per gli enti isolati rispetto alle relazioni; e su una generalizzazione decontestualizzata di bisogni e necessità, la società occidentale giustifica la subordinazione della donna all'uomo e, congiuntamente e di riflesso, anche della natura e del vivente all'uso umano, promuovendo così anche una logica del dominio che rappresenta il prototipo di ogni disuguaglianza e sfruttamento.
In un senso più largo, dunque, il movimento si fa portavoce di una posizione che va oltre sia la rivendicazione femminile di uno statuto di razionalità e di diritti politici ed economici al pari della condizione maschile (la cosiddetta prima onda del femminismo), sia l'affermazione della specificità femminile e dell'alternativa femminista alla cultura maschilista (la seconda onda). Alcune autrici preferiscono parlare di una terza onda femminista, evidenziando come l'ecofemminismo si dedichi ad affrontare e superare i modelli discriminatori attraverso una rivalutazione, celebrazione e difesa di tutto quello che la società patriarcale ha svalutato interpretando il reale secondo metafore dicotomiche in cui il femminile è sottostimato in quanto associato a ciò che riguarda la corporeità, le emozioni, la sapienza intuitiva, la cooperazione, l'istinto alla cura, la capacità simpatetica e quella empatica; mentre il maschile è celebrato poiché accostato a concetti opposti, quali teoricità, razionalità, intelletto, competizione, dominio e apatia.
Un tesi centrale nell'analisi ecofemminista è che la proprietà maschile dei terreni ha portato a una cultura dominatrice, il patriarcato, che si sarebbe successivamente manifestato in esportazioni, nell'eccessivo sfruttamento dei pascoli, nella fine dei beni comuni, nello sfruttamento delle persone e in un'etica di sfruttamento delle risorse nella quale gli animali e la terra hanno valore solo in quanto risorsa economica. Postulando di fatto un diretto nesso tra l'ideologia capitalista, lo sfruttamento delle persone, il degrado ambientale, e la proprietà maschile.
Per alcune ecofemministe, il degrado della natura contribuisce inoltre al degrado delle donne. Per esempio, Thomas-Slayter e Rocheleau sostengono che in Kenya, le esportazioni di stampo capitalista abbiano causato l'uso per le monocolture della maggior parte della terra agricola produttiva. Ciò ha portato all'intensificazione dell'uso di pesticidi, all'esaurimento delle risorse e alla delocalizzazione di agricoltori, soprattutto donne, verso le colline e terreni meno produttivi, dove la deforestazione e la coltivazione hanno avuto come conseguenze l'erosione del suolo; il degrado ambientale avrebbe inoltre ulteriormente danneggiato la produttività..
Per la femminista indiana Vandana Shiva uno dei compiti dell'ecofemminismo è quello di ridefinire le società, a suo parere dominanti, nelle quali la produttività e l'attività delle donne e della natura vengono ritenute passive, se non hanno un'utilizzazione industriale. Ciò, ridefinendo in sostanza i valori sociali e le categorie di importanza: per esempio un torrente può soddisfare le esigenze di rifornimento idrico di una comunità senza dover essere necessariamente una fonte di produzione di energia idroelettrica, e così via.

## Le due correnti di pensiero
Storicamente l'ecofemminismo ha avuto uno sviluppo eterogeneo. Esistono tuttavia almeno due correnti di pensiero, a seconda del modo di intendere l'identità femminile.
- La prima, l'ecofemminismo di tipo classico, è essenzialista e spiritualista, e considera le donne come esseri biologicamente e ontologicamente più vicini alla natura e al suo sistema.
- La seconda, cosiddetta costruttivista, cerca su basi più scientifiche di analizzare le condizioni storiche ed economiche nelle varie società e creare connessioni metodologicamente più dimostrabili. In questa seconda corrente si ascrive Janet Biehl, che critica l'idealismo comune a molte ecofemministe: troppo incentrato su teorie mistiche d'un collegamento della donna con la natura, e non sul metodo scientifico né sulla condizione concreta delle donne.

Questa diversità di posizioni è stata oggetto di studi da parte di Alicia Puleo, dell'Università di Valladolid, che ha coniato ciò che definisce «ecofemminismo illuminato».
Un'altra prospettiva è rappresentata dall'ecofemminismo delle donne di colore che criticano l'ecofemminismo delle donne bianche, considerato color blind.

## Qualche ecofemminista conosciuta
In ordine alfabetico:
- Carol J. Adams (saggista e attivista)
- Myriam Bahaffou (filosofa e militante decoloniale)
- Rosalie Bertell
- Jeanne Burgart-Goutal (filosofa)
- Françoise d'Eaubonne (attivista, creatrice del termine francese "écoféminisme")
- Susan Griffin (scrittrice e poeta)
- Émilie Hache (filosofa e autrice)
- Donna Haraway (filosofa e docente)
- Yayo Herrero (antropologa)
- Jil Love (artista)
- Carolyn Merchant (filosofa)
- Maria Mies (sociologa)
- Val Plumwood (filosofa)
- Ariel Salleh (sociologa)
- Vandana Shiva (attivista e ambientalista)
- Starhawk (scrittrice)
- Juana Whitney (pedagoga femminista e attivista)
- Grace Ineza Umuhoza (militante ecologista e ecofemminista)
- Wangari Muta Maathai ( biologa, attivista politica e ambientalista)